# (7133) Kasahara
Pour les articles homonymes, voir Kasahara.
(7133) Kasahara est un astéroïde de la ceinture principale.

## Description
(7133) Kasahara est un astéroïde de la ceinture principale. Il fut découvert le 15 octobre 1993 à Kitami par Kin Endate et Kazuro Watanabe. Il présente une orbite caractérisée par un demi-grand axe de 2,40 UA, une excentricité de 0,11 et une inclinaison de 14,7° par rapport à l'écliptique.
L'astéroïde a été nommé en l'honneur de Shin Kasahara (né en 1953), docteur en médecine dentaire et maître de conférences à l'université du Tōhoku.

## Compléments